# 16951 Carolus Quartus
16951 Carolus Quartus este un asteroid din centura principală de asteroizi.

## Descriere
16951 Carolus Quartus este un asteroid din centura principală de asteroizi. A fost descoperit pe 19 mai 1998 la Observatorul din Ondřejov de Petr Pravec. Asteroidul prezintă o orbită caracterizată de o semiaxă mare de 2,99 ua, o excentricitate de 0,06 și o înclinație de 11,1° în raport cu ecliptica.